# Bravely You/灼け落ちない翼
「Bravely You／灼け落ちない翼」（ブレイブリー・ユー／やけおちないつばさ）は、Liaの通算18枚目、多田葵の通算4枚目のシングル。2015年8月26日にビジュアルアーツから発売された。

## 概要
Liaと多田葵によるスプリットシングル。前作「My Soul,Your Beats!/Brave Song」から5年3ヶ月ぶりのリリースとなる。テレビアニメ『Charlotte』のオープニングテーマ「Bravely You」、同エンディングテーマの「灼け落ちない翼」をTVアニメーションバージョンとオフボーカルバージョンで収録している。
通常版と限定盤の2バージョンでリリース。限定盤にはノンクレジットOP&EDが収録されているDVDが付属されている。また、「楽園まで/発熱デイズ」「Trigger」と3枚全て購入すると、抽選でミニライブの招待券がプレゼントされた。

## チャート成績
8月25日付のオリコンデイリーランキングでは9位にランクイン。翌日8月26日付では4,660枚を売り上げ3位にランクインした。9月7日付のオリコン週間ランキングでは初動2.4万枚を売り上げ週間4位にランクイン。2作連続でアニメ部門週間1位となった。
また、ビルボードにおいてもHot Animationで1位を獲得した。

## 収録曲
（全作詞・作曲：麻枝准、編曲：ANANT-GARDE EYES）
1. Bravely You
歌：Lia
  - テレビアニメ『Charlotte』オープニングテーマ （第4話以外）
2. 灼け落ちない翼
歌：多田葵
  - テレビアニメ『Charlotte』エンディングテーマ  (第3話以外)
3. Bravely You （TV Size）
4. 灼け落ちない翼 （TV Size）
5. Bravely You （Instrumental）
6. 灼け落ちない翼 （Instrumental）

## 収録アルバム
- 『Smells Like Tea.Espresso』
  - 劇中に登場するバンド・How-Low-Helloのアルバム。同アルバム内に「Bravely You」「灼け落ちない翼」のHow-Low-Helloバージョンが収録されている。
- 『Charlotte Original Soundtrack 』
  - 当アニメのサウンドトラック。